# Caecilia volcani
Caecilia volcani é uma espécie de anfíbio gimnofiono, endémica do Panamá. É uma espécies subterrânea que ocorre em solos húmidos em floresta tropical húmida. Desflorestação é uma potencial ameaça à sua conservação.